# Gouverneurs de la Rosée
Gospodari rose (fr. Gouverneurs de la rosée) je roman koji je napisao Jacques Roumain. Roman je često smatran klasičnim djelom književnosti Haitija. To je le roman paysan ili seljački roman, objavljen 1944. godine.

## Značaj djela
Roman nam predstavlja mnoge teme koje su u to vrijeme bile bliske svakodnevnom životu stanovnika Haitija, npr. religija, gdje Roumain ostavlja čitatelju da odluči jesu li stanovnici katoličke ili voudou vjere.  U djelu se opisuje težak život stanovnika Haitija na Fonds-Rougeu. Ovo je knjiga o solidarnosti, ljubavi i životu.
Roman je veoma deskriptivan, pisac opisuje prirodu, pejzaž, likove te njihove veze, stavove i osobnost.

## Sadržaj
Knjiga započinje razgovorom Manuelove majke Délire i njegovog oca Bienaiméa.
Na prvoj stranici knjige, ona spominje smrt i kako svi ljudi moraju umrijeti, a Bienaimé govori kako ih je Bog zaboravio, Bog je za njega uzrok i rješenje suše koja vlada u tom kraju. Délira je duboko religiozna i ona se mnogo moli. 
«Nous mourrons tous… et elle plonge sa main dans la poussière: la vieille Délira Délivrance dit: nous mourrons tous: les bêtes, les plantes, les chrétiens vivants, o Jésus-Maria, la Sainte Vierge…»
Glavni lik je Manuel Jean-Joseph, on se, nakon 15 provedenih godina u Fonds-Rougeu u polju šećerne trske, vraća u Fonds-Rouge. Dolazi pun novih vizija i ideja. Iznenađuje ga suša koju zatiče, stvari su se promijenile, ljudi žive u bijedi, umorni su od svih problema, situacija je beznadna. 
Zadnji put kada je bio tamo, polja su bila zelena, mango i banane prekrivali su polja. 
Manuel se ubrzo sprijatelji s Lorélien i Annaïse. Prvi puta kada je sreo Annaïse, susret je bio neobičan. Ona se ponašala normalno, ali kada joj je Manuel rekao tko su mu roditelji, ona je samo pobjegla. Manuel se zaljubi u Annaïse, ali njihove obitelji su neprijatelji. 
Dok Manuela nije bilo u rodnome kraju, član obitelji je umro i ostavio svoju zemlju. Trebalo je podijeliti tu zemlju, ali to je loše završilo. Kako objašnjava Bienaimé: nemaju svi ljudi jednako pravo na zemlju. Zbog toga te dvije obitelji dijeli mržnja. Nakon smrt toga člana obitelji, izbila je svađa izmeću Dorsca i Saveura, brata od Bienaimea, i završila pokoljom i smrću s obje strane.
Glavni lik je veliki optimist, on ima vjeru u dobrotu i ljepotu svijeta, on je pun revolucionarnih ideja koje provodi u akciju. On je glavni heroj knjige, želi naći izvor vode,  iskopati kanal i dovesti vodu u selo. Njegov zadatak je ujediniti i spasiti stanovnike kako bi mogli živjeti u harmoniji. Manuel će se koristiti svim dobrim stvarima koje je naučio na svom putovanju. «L'expérience est le bâton des aveugles et j'ai appris que ce qui compte, puisque tu me le demandes, c'est la rébellion et la connaissance que l'homme est le boulanger de s vie. » 
Manuel nalazi izvor te želi podijeliti vodu sa svima, pa i neprijateljskom stranom. 
Glavni lik u knjizi ima rivala i neprijatelja Gervilainea, on se skriva u mraku i zatim ranjava Manuela, koji uspijeva doći do svoje majke, ali nedugo zatim umire. Autor nam ovom knjigom ističe važnost čovjekove želje da promijeni svoj život. Unatoč nesretnom kraju, Manueleve akcije i njegova smrt su poticaj drugim ljudima. Stanovnici se napokon pokreću, dvije obitelji se pomire i učine s vodom ono što je Manuel želio.

## Uloga žene
Glavni lik smatra kako mu žene mogu pomoći u ostvarenju planova.
U ovom romanu Jacques Roumain se osvrće na sliku žene u društvu, iako je ona u djelu podređena, žena je snaga iza svakog muškarca. Žene šire ideje i bolje poznaju emocije od muškaraca. Jacques Roumain uspoređuje ženu sa zemljom, ako maltretiramo ženu ona će se, kao i zemlja, buniti: « à force de la maltraiter, elle se révolte ».

## Jezik
Susrećemo tri jezika u knjizi: kreolski, francuski i španjolski.
Molitve u knjizi su na kreolskom. Manuel je bio petnaest godina na Kubi i tečno govori španjolski. Kada govori na francuskome umeće riječi na španjolskom. Ovo nije slučajno jer on želi educirati i dijeliti znanje ljudima kao rješenje i izlazak iz bijede.
comme une solution de la misère.
«Elle arrcha presque s main de la sienne, le visage bouleversé par une sorte de colère douloureuse. 
« Hé, qué pasa? s'écria-t-il.
Mais déja elle traversait la barrière er s'en allait rapidement sans se retourner. »

## Problemi stanovnika Haitija
Pisac spominje sve što je bilo bitno ili mučilo stanovnike Haitija u to vrijeme. Manuel propituje religiju, zatim objašnjava beskorisnost voudou rituala. Govori o tome kako njegovo sudjelovanje ovisi isključivo o tome kako je učen i gdje se rodio. On vjeru ne odabire sam. 
U jednom dijelu romana pisac opisuje način na koji Manuel vidi nebo, razliku u boji kože između crnih i bijelih anđela, podređenost crnaca je veoma vidljiva u tom opisu:
«Il y a les affaires du ciel et il y a les affaires de la terre, ça fait deux et ce n'est pas la même chose. .. Et surement qu'il y a des anges nègres pour faire le gros travail de la lessive des nuages ou balayer la pluie et mettre la propreté du soleil après l'orage, pendant que les anges blancs chantent comme des rossignols toute la saint journée... »
Pisac govori o socijalnim problemima, probleme jedne rase: crnaca s Haitija, koji rade od jutra do mraka za ništa. Viši sloj ih ne smatra bitnima, ubiti crnca je isto kao i ubiti psa, govore policajci: «...tuer un Haïtien ou un chien, c'est la même chose, disent les hommes de la police.»  
Rouman ističe kako su rad i vjera potrebni za bolji život i napredak, te kako ljudi trebaju zajedno raditi i pridonositi zajednici.